# The Soul Master
The Soul Master è un film muto del 1917 scritto e diretto da Marguerite Bertsch.

## Trama
Ritenuto un uomo freddo e senz'anima da quando, anni prima, sua moglie Arline è scappata con un altro portandosi via la loro figlioletta, Robert Travers si sente stranamente attratto dalla giovane Ruth, un'operaia che lui prende sotto la sua protezione, provocando così la gelosia di Laura, che ha messo gli occhi su di lui. Quando Travers, preoccupato per quell'insolito sentimento, rimanda in fabbrica Ruth, Laura offre un lavoro alla ragazza che lascia un biglietto per Travers. Quest'ultimo, insospettito, la segue fino a casa dove, appena in tempo, riesce a salvare Ruth dalle attenzioni lascive di Monty Fitzburgh. Lì, vedendo una foto che ritrae Ruth insieme ad Arline, la sua ex moglie, si rende conto che la ragazza è sua figlia.

## Produzione
Il film fu prodotto dalla Vitagraph Company of America.

## Distribuzione
Distribuito dalla Greater Vitagraph (V-L-S-E), il film uscì nelle sale cinematografiche statunitensi il 28 maggio 1917.